# Довгополова Марія Петрівна
Марія Петрівна Довгополова (нар. 1925, село Басове, тепер Золочівського району Харківської області — ?) — українська радянська діячка, новатор сільськогосподарського виробництва, доярка колгоспу «Шлях до комунізму» Золочівського району Харківської області. Депутат Верховної Ради УРСР 5-го скликання.

## Біографія
Закінчила семирічну школу. Після закінчення школи працювала в колгоспі на рядових роботах.
У 1947—1955 р. — ланкова колгоспу «Шлях до комунізму» Золочівського району Харківської області.
У 1955 році перейшла працювати на тваринницьку ферму колгоспу «Шлях до комунізму» дояркою. Виступала ініціатором соціалістичного змагання за високі надої молока. У 1957 році надоїла від кожної закріпленої корови по 4.225 кілограмів молока.
Потім — на пенсії у Харківській області.

## Нагороди
- орден Трудового Червоного Прапора (26.02.1958)